# 일산구

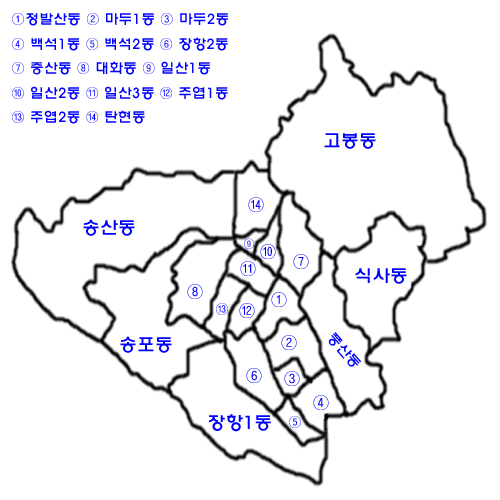
고양시 일산구의 행정구역 (1996.3.4~2005.5.15)

일산구(一山區)는 과거 대한민국 경기도 고양시에 존재했던 구이다. 2005년에 일산동구와 일산서구로 분구(分區)되면서 폐지되었다. 일산구청사와 일산구에 부여된 행정자치부의 자치단체 고유코드는 일산동구가 승계했다.

## 역사
- 조선시대 : 경기도 한성부 고양군
- 1906년 : 양주군 신혈면
- 1914년 : 고양군 중면
- 1980년 : 고양군 중면이 일산읍으로 승격.
- 1989년 4월: 일산 신시가지 개발 계획 발표.
- 1992년 2월 1일 고양시로 승격.
- 1992년 8월 일산신도시 입주 시작.
- 1992년 10월 자유로 건설공사 준공.
- 1993년 12월 1단계 택지조성공사 완료.
- 1994년 12월 2단계 택지조성공사 완료.
- 1995년 12월 3·4단계 택지조성공사 완료.
- 1996년 3월 4일 구제(區制)가 실시되어 일산구를 신설하였다.[1]
- 2003년 2월 3일 일산1동을 탄현동으로 분동하였다.[2]
- 2005년 5월 16일 일산구는 다시 일산동구와 일산서구로 분구.[3]

| 고양시 조례 제892호        |                                                                                   |                              |                                                             |                                              |
| 구 행정구역                | 구 행정구역                                                                       | 신 행정구역                  | 신 행정구역                                                 | 법정동                                       |
| 일산구 (18행정동 19법정동) | 식사동, 풍산동, 백석동, 마두1동, 마두2동, 장항1동, 장항2동, 고봉동                | 일산동구 (10행정동 13법정동) | 식사동, 풍산동, 백석동, 마두1동, 마두2동, 장항1동, 장항2동  | 식사동, 풍동, 산황동, 백석동, 마두동, 장항동 |
| 일산구 (18행정동 19법정동) | 식사동, 풍산동, 백석동, 마두1동, 마두2동, 장항1동, 장항2동, 고봉동                | 일산동구 (10행정동 13법정동) | 고봉동                                                      | 사리현동, 지영동, 설문동, 문봉동, 성석동     |
| 일산구 (18행정동 19법정동) | 일산2동(분동), 일산4동                                                            | 일산동구 (10행정동 13법정동) | 중산동, 정발산동                                            | 중산동, 정발산동(신설)                       |
| 일산구 (18행정동 19법정동) | 일산1동, 일산2동(분동), 일산3동, 탄현동, 주엽1동, 주엽2동, 대화동, 송포동, 송산동 | 일산서구 (9행정동 8법정동)   | 일산1동, 일산2동, 일산3동, 탄현동, 주엽1동, 주엽2동, 대화동 | 일산동, 탄현동, 주엽동, 대화동               |
| 일산구 (18행정동 19법정동) | 일산1동, 일산2동(분동), 일산3동, 탄현동, 주엽1동, 주엽2동, 대화동, 송포동, 송산동 | 일산서구 (9행정동 8법정동)   | 송포동, 송산동                                              | 덕이동, 가좌동, 구산동, 법곳동               |

## 인구
고양시 일산구의 연도별 인구(내국인) 추이
| 연도   | 총인구    |  |
| ------ | --------- |  |
| 2000년 | 402,190명 |  |